# رودولف كارباتي
رودولف كارباتي (Rudolf Kárpáti) هو لاعب أولمبي لرياضة مبارزة سيف الشيش من المجر. شارك في الأولمبياد الصيفي في 1948–1960، وفاز بما مجموعه 6 ميداليات.

## الميداليات
| ذهب | فضة | برونز | المجموع |
| 6   | 0   | 0     | 6       |

## روابط خارجية
- رودولف كارباتي على موقع اللجنة الأولمبية الدولية (الإنجليزية)
- رودولف كارباتي على موقع أوليمبيديا (الإنجليزية)
- رودولف كارباتي على موقع اللجنة الأولمبية المجرية (الهنغارية)